# Gravediggaz
Gravediggaz est un groupe de hip-hop américain, originaire de Long Island, à New York. Le groupe est formé en 1992, et se compose de Prince Paul (The Undertaker), Frukwan (The Gatekeeper), Too Poetic (The Grym Reaper) et RZA (The Rzarector). Le groupe a également significativement contribué au sous-genre musical horrorcore,,.

## Biographie
Le groupe est fondé en 1992 par Prince Paul (The Undertaker), producteur, entre autres, du groupe De La Soul, RZA (The RZArecta) membre du Wu-Tang Clan, Frukwan (The Gatekeeper) du groupe Stetsasonic et Poetic (The Grym Reaper). Au fil de son parcours, le groupe lance et popularise l'horrorcore, un sous-genre musical du hip-hop,,, un mélange de gangsta rap et de heavy metal, caractérisé par une ambiance sombre tirée de film d'horreur et un humour noir.
Le groupe publie le single Diary of a Madman, classé le 23 juillet 1994 à la 82e place du Billboard Hot 100 pendant sept semaines consécutives. Le groupe publie ensuite son premier album studio, 6 Feet Deep, le 9 août 1994 aux États-Unis. L'album est bien accueilli par la presse spécialisée, et est classé 36e au Billboard 200 et 6e au classement des R&B Albums. Ils publient l'album Niggamortis en Europe l'année suivante. Quelques rappeurs et musiciens extérieurs sont invités sur certains titres. Le 16 septembre 1997, ils sortent leur deuxième album, The Pick, the Sickle and the Shovel, qui est beaucoup plus réfléchi que le précédent opus ; Prince Paul ne participe quasiment pas à la conception du disque[réf. nécessaire]. L'album atteint la septième place des R&B Albums et 20e du Billboard 200.
Le 15 juillet 2001, Poetic décède d'un cancer du côlon,,. Néanmoins, le groupe ne s'arrête pas et un album, sans Prince Paul ni RZA, intitulé Nightmare in A-Minor sort quelques mois plus tard, le 9 avril 2002. Peu de temps après la sortie de ce dernier opus, Frukwan annonce la sortie d'un album proposant des morceaux inédits de Poetic. Mais le projet semble abandonné.
En 2010, Gravediggaz publie une nouvelle chanson, 2 More Cups of Blood. En 2011, le groupe annonce de nouveaux enregistrements aux côtés de Shabazz The Disciple et Killah Priest. Le groupe se sépare de nouveau en 2016.

## Discographie

### Albums studio
- 1994 : 6 Feet Deep
- 1997 : The Pick, the Sickle and the Shovel
- 2002 : Nightmare in A-Minor

### EP
- 1995 : 6 Feet Deep E.P.
- 1995 : The Hell E.P.

### Compilation
- 2004 : 6 Feet Under

### Singles
- 1994 : Diary of a Madman – Extrait de l'album 6 Feet Deep
- 1994 : Nowhere to Run, Nowhere to Hide – Extrait de l'album 6 Feet Deep
- 1995 : 1-800 Suicide – Extrait de l'album 6 Feet Deep
- 1997 : Dangerous Mindz – Extrait de l'album The Pick, the Sickle and the Shovel
- 1997 : The Night the Earth Cried – Extrait de l'album The Pick, the Sickle and the Shovel
- 1997 : Unexplained – Extrait de l'album The Pick, the Sickle and the Shovel
- 2002 : False Things Must Perish – Extrait de l'album Nightmare in A-Minor